# Mikołaj Łoziński
Mikołaj Łoziński, né en 1980 à Varsovie, est un écrivain polonais. Il est le fils du réalisateur Marcel Łoziński.

## Biographie
Mikołaj Łoziński a fait ses études universitaires de sociologie à Paris, tout en gagnant sa vie notamment comme peintre en bâtiment et assistant d'une psychothérapeute aveugle.
Il a ensuite travaillé comme traducteur pour la télévision franco-allemande Arte et pris des photos pour l'hebdomadaire Przekrój et le quotidien Rzeczpospolita. 
Il a publié des nouvelles, a fait plusieurs expositions photographiques.
Mikołaj Łoziński a remporté le deuxième prix au concours de littérature pour jeunes de la Fondation de la Culture de Varsovie (Warszawska Fundacja Kultury) en 2006. Son premier roman Reisefieber a notamment été présenté à la 51e Foire internationale du livre de Varsovie et à la Foire du Livre de Leipzig.
Il a bénéficié du programme de bourses de l'Institut du livre (Instytut Książki) et du programme de bourses pour écrivains et traducteurs Homines Urbani de l'Association Villa Decius (automne 2007), des résidences à Ledig House, Chattham, NY (États-Unis), au Château de Lavigny (Suisse), à l'Akademie Schloss Solitude (Stuttgart) en 2010.
En 2011, il a présidé à Cracovie le jury du prix Liste Goncourt : le choix polonais.

## Prix
- 2006 - Prix littéraire de la Fondation des jeunes artistes de la Culture (Varsovie).
- 2007 - Prix littéraire de la fondation Kościelski pour son roman Reisefieber.
- Prix de la "Plume de paon" (Literacka Nagroda "Pawiego Pióra") décerné par un jury de lycéens
- 2011 - Prix littéraire du Mois de Cracovie de Septembre pour Książka.